# Vestignè
Vestignè is een gemeente in de Italiaanse provincie Turijn (regio Piëmont) en telt 865 inwoners (31-12-2004). De oppervlakte bedraagt 12,1 km², de bevolkingsdichtheid is 71 inwoners per km².

## Demografie
Vestignè telt ongeveer 400 huishoudens. Het aantal inwoners daalde in de periode 1991-2001 met 4,3% volgens cijfers uit de tienjaarlijkse volkstellingen van ISTAT.
| Jaar | Inwoneraantal |
| ---- | ------------- |
| 1991 | 900           |
| 2001 | 861           |

## Geografie
Vestignè grenst aan de volgende gemeenten: Ivrea, Albiano d'Ivrea, Strambino, Caravino, Borgomasino en Vische.

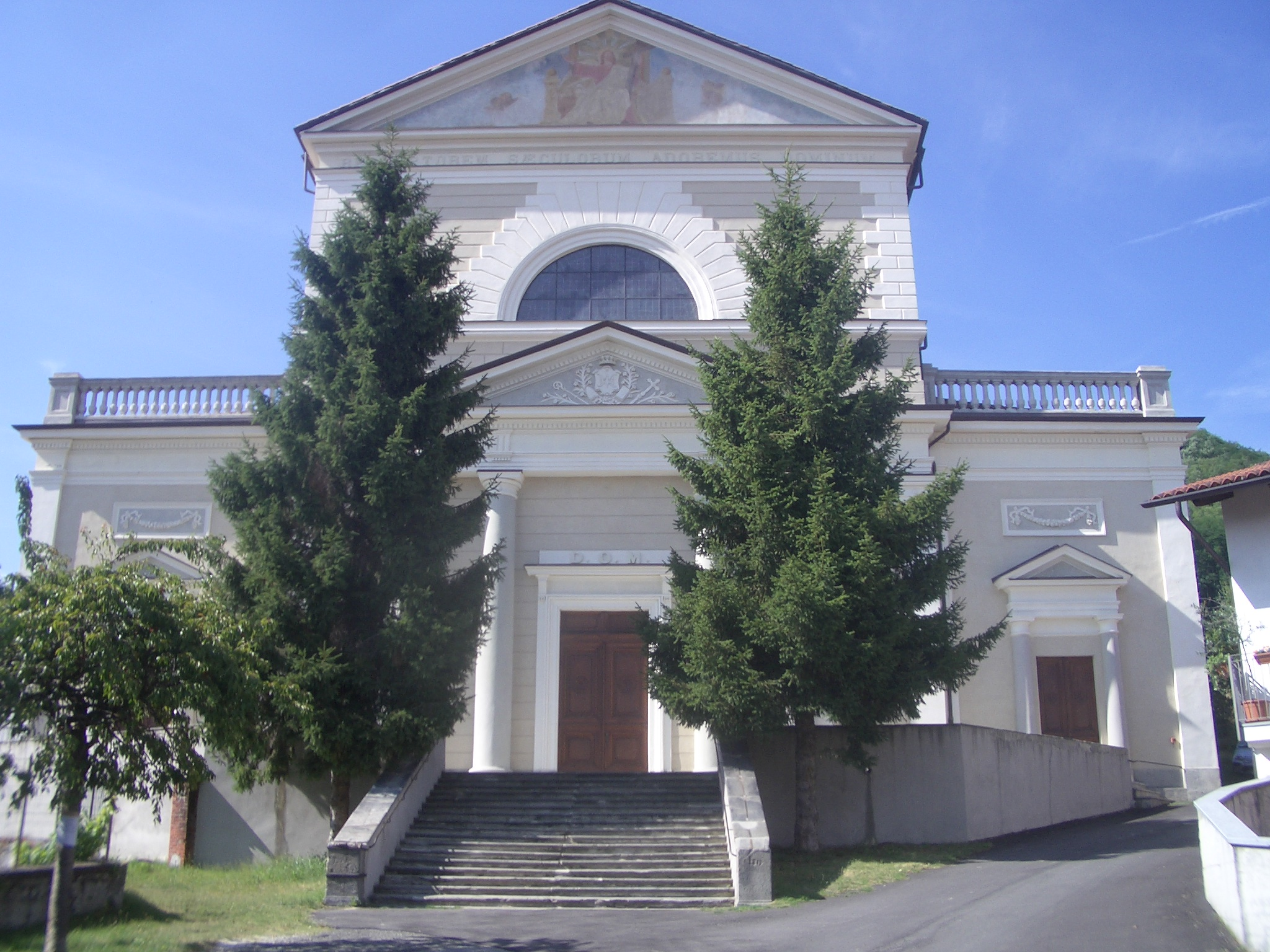
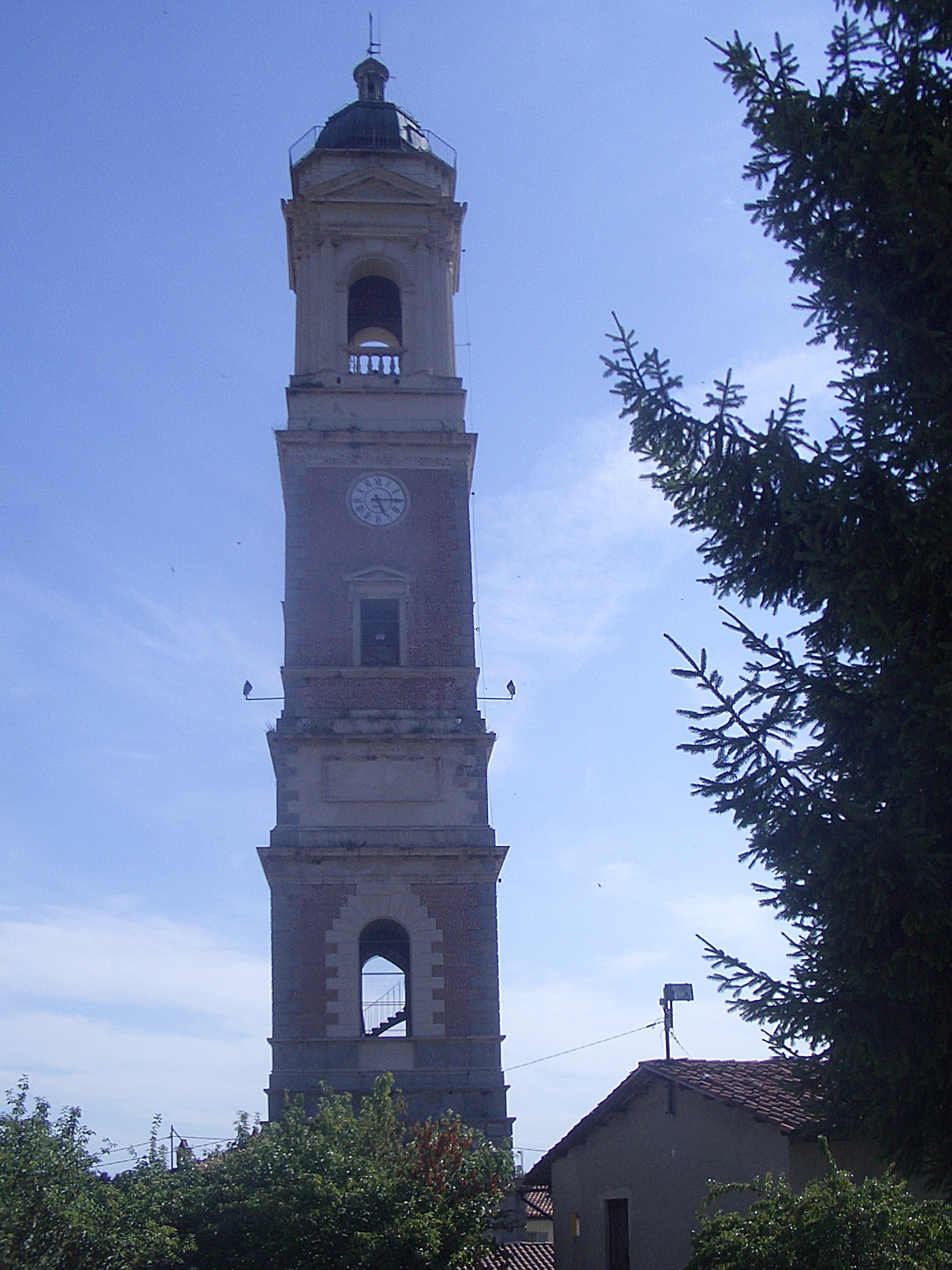

1. ↑  https://demo.istat.it/?l=it.